# Пуспатак
Пуспатак (англ. Poospatuck Reservation) — индейская резервация, расположенная в американском штате Нью-Йорк на острове Лонг-Айленд.

## История
Ункечоги — потомки коренных американцев, которые говорили на языке куирипи, относящемуся к восточной ветви алгонкинских языков, и занимали большую часть юга Новой Англии и центрального Лонг-Айленда во время прибытия европейцев.  На языке куирипи Пуспатак переводится как Там, где встречаются воды.
Индейская резервация была первоначально выделена ункечогам в 1700 году, в качестве участка площадью 175 акров, англичанином Уильямом «Танжером» Смитом после того, как он купил территорию у Джона Мэйхью в 1691 году. В 1777 году племя ункечогов и резервация Пуспатак были официально признаны провинцией Нью-Йорк. В 1791 году резервацию посетили будущие президенты США Томас Джефферсон и Джеймс Мэдисон.
Ныне резервация и её жители признаны штатом Нью-Йорк, но она не получила федерального признания от Бюро по делам индейцев. Это означает, что племя не контролирует полностью свою суверенную территорию и не может строить Индейские казино на своей земле.

## География
Резервация расположена на юго-востоке острова Лонг-Айленд в южно-центральной части округа Саффолк, полностью в пределах деревни Мастик, вдоль реки Фордж, примерно в 113 км к востоку от города Нью-Йорк. Пуспатак одна из двух индейских резерваций, находящихся на Лонг-Айленде, другая — Шиннекок.
Общая площадь резервации составляет 0,44 км², из них 0,29 км² приходится на сушу и 0,15 км² — на воду. Административным центром резервации является статистически обособленная местность Мастик.

## Демография
| Год переписи                    | Нас. |  | %±    |
| ------------------------------- | ---- |  | ----- |
| 1970                            | 125  |  | —     |
| 1980                            | 203  |  | 62,4% |
| 1990                            | 136  |  | −33%  |
| 2000                            | 271  |  | 99,3% |
| 2010                            | 324  |  | 19,6% |
| 2020                            | 436  |  | 34,6% |
| 1970–2020 U.S. Decennial Census |      |  |       |

Согласно федеральной переписи населения 2000 года средний доход на одно домашнее хозяйство в индейской резервации составлял 13 125 долларов США, а средний доход на одну семью — 17 500 доллара. Мужчины имели средний доход в 47 500 долларов в год против 20 250 долларов среднегодового дохода у женщин.  Доход на душу населения в резервации составлял 8 127 долларов в год. Около 36,8 % семей и 36,6 % всего населения находились за чертой бедности, в том числе 46,6 % тех, кому ещё не исполнилось 18 лет 25 % были старше 65 лет.
По данным федеральной переписи населения 2000 года в Пуспатаке проживал 271 человек, насчитывалось 93 домашних хозяйств и 100 жилых дома. Плотность населения резервации составляла 615,91 чел./км².  Расовый состав по данным переписи распределился следующим образом: 1,48 % белых, 12,92 % афроамериканцев, 79,34 % индейцев, 0 % азиатов, 0 % океанийцев, 0,74 % представителей других рас и 5,54 % представителей двух или более рас. Испаноязычные или латиноамериканцы любой расы составили 4,8 %.
Из 93 домашних хозяйств в 47,3 % — воспитывали детей в возрасте до 18 лет, 29 % — представляли собой совместно проживающие супружеские пары, в 32,3 % — проживали женщины-домохозяйки без мужа, и 26,9% — не имели семей. 24,7 % домохозяйств состояли из одного человека, и в 2,2 % проживал один человек в возрасте 65 лет и старше.
Население резервации по возрастному диапазону распределилось следующим образом: 36,5 % — жители младше 18 лет, 10 % от 18 до 24 лет, 30,3 % — от 25 до 44 лет, 17,3 % — от 45 до 64 лет и 5,9 % — в возрасте 65 лет и старше. На каждые 100 женщин приходилось 78,3 мужчина.
В 2020 году в резервации проживало 436 человек. Расовый состав населения: белые — 34 чел. (7,8 %), афроамериканцы — 57 чел. (13,1 %), коренные американцы (индейцы США) — 230 чел. (52,8 %), азиаты — 0 чел., океанийцы — 0 чел., представители других рас — 60 чел. (13,7 %), представители двух или более рас — 55 человек (12,6 %). Испаноязычные или латиноамериканцы любой расы составили 87 человек (20 %). Плотность населения составляла 990,91 чел./км².

## Комментарии
1. ↑  В состав резервации входит часть населённого пункта.